# Yautepec
För andra betydelser, se Yautepec (olika betydelser).
Yautepec är en ort i Mexiko.   Den ligger i kommunen Yautepec och delstaten Morelos, i den sydöstra delen av landet, 60 km söder om huvudstaden Mexico City. Yautepec ligger 1 225 meter över havet och antalet invånare är 41 386.
Terrängen runt Yautepec är kuperad västerut, men österut är den platt. Runt Yautepec är det mycket tätbefolkat, med 1 361 invånare per kvadratkilometer. Närmaste större samhälle är Jiutepec, 11,6 km väster om Yautepec. Omgivningarna runt Yautepec är en mosaik av jordbruksmark och naturlig växtlighet.